# Tour de France 2006/12. Etappe
Die 12. Etappe der Tour de France 2006 am 14. Juli, dem Französischen Nationalfeiertag, führte die verbliebenen 165 Fahrer von Luchon über 211,5 km durch das Vorland der Pyrenäen nach Carcassonne.
Die Etappe stand ganz im Zeichen der Ausreißversuche. Bereits bei km 1,5 startete Sébastien Joly, Vorletzter im Gesamtklassement mit 1:41 h Rückstand auf das Gelbe Trikot, die erste Attacke; sein Angriff verpuffte jedoch schnell. Nach weiteren erfolglosen Versuchen vereinte sich nach der ersten Bergwertung des Tages eine namhafte 15-köpfige Gruppe, der u. a. Jens Voigt, Giuseppe Guerini, Damiano Cunego, George Hincapie, David Millar und Michael Rasmussen angehörten. Nach 70,5 Kilometern bestand die Gruppe nur noch aus neun Fahrern, da das Hauptfeld keinesfalls gewillt war, die Ausreißer ziehen zu lassen. Nach einer weiteren Attacke in der Spitzengruppe durch Michael Albasini verringerte sich diese auf nur noch fünf Fahrer bei km 88. Sechs Kilometer später war das Feld wieder geschlossen, woraufhin mehrere Attacken anderer Fahrer folgten.
Es setzte sich eine vier Mann starke Gruppe mit Óscar Freire, Jaroslaw Popowytsch, Alessandro Ballan und Christophe Le Mével ab, deren Vorsprung rasch anwuchs und sich bei vier Minuten einpendelte. Als noch acht Kilometer zu fahren waren, griff Popowytsch, der im Gesamtklassement am besten platzierte dieser Gruppe, an. Nur Ballan und Freire konnten folgen, während Le Mével zurückfiel. Es folgten mehrere Angriffe innerhalb der Dreiergruppe, die alle erfolglos blieben. Erst drei Kilometer vor dem Ziel konnte sich Popowytsch entscheidend absetzen. Ballan war nicht in der Lage, das entstandene Loch ein weiteres Mal zuzufahren, während Freire, der bereits zweimal bei dieser Tour gewonnen hatte, kein Interesse am Etappensieg zeigte. Es war Popowytschs erster Tour-Etappensieg, Freire überließ Ballan den zweiten Platz kampflos.
Mit Paolo Savoldelli stieg ein weiterer namhafter Fahrer aus der Tour aus. Er war nach der Vortagsetappe auf dem Weg zum Hotel mit einem Zuschauer kollidiert und musste mit 15 Stichen an der Stirn genäht werden, zudem klagte er über Rückenschmerzen und Schwindelgefühle.
Gilberto Simoni, zweifacher Sieger des Giro d’Italia und 22. im Gesamtklassement, verlor auf der Etappe 7:42 min auf das Hauptfeld, nachdem der hintere Teil durch den heftigen Seitenwind (Windkante) den Anschluss verloren hatte.

## Aufgaben
- 5 Benjamín Noval – während der Etappe, muskuläre Probleme
- 9 Paolo Savoldelli – während der Etappe, genähte Platzwunde auf der Stirn nach Zusammenprall mit einem Zuschauer auf dem Weg zum Hotel am Vortag
- 94 Isaac Gálvez – während der Etappe, anhaltende Rückenschmerzen
- 197 José Alberto Martínez – während der Etappe, anhaltende Rückenschmerzen
- 198 Samuel Plouhinec – während der Etappe, anhaltende Lenden- und Rückenschmerzen

## Zwischensprints
1. Zwischensprint in Caurmont (76 km)
| Erster  | Daniele Bennati  | 6 P. und 6 s |
| Zweiter | Giuseppe Guerini | 4 P. und 4 s |
| Dritter | George Hincapie  | 2 P. und 2 s |

2. Zwischensprint in Mirepoix (162 km)
| Erster  | Óscar Freire        | 6 P. und 6 s |
| Zweiter | Alessandro Ballan   | 4 P. und 4 s |
| Dritter | Christophe Le Mével | 2 P. und 2 s |

## Bergwertungen
Col des Ares, Kategorie 2 (27 km)
| Erster   | Michael Rasmussen | 10 P. |
| Zweiter  | George Hincapie   | 9 P.  |
| Dritter  | Óscar Pereiro Sio | 8 P.  |
| Vierter  | Daniele Bennati   | 7 P.  |
| Fünfter  | Jens Voigt        | 6 P.  |
| Sechster | Giuseppe Guerini  | 5 P.  |

Côte de Pujos, Kategorie 4 (47,5 km)
| Erster  | David Millar      | 3 P. |
| Zweiter | Michael Rasmussen | 2 P. |
| Dritter | Óscar Pereiro Sio | 1 P. |

Côte du Pâl de Pailhes, Kategorie 4 (126 km)
| Erster  | Christophe Le Mével | 3 P. |
| Zweiter | Óscar Freire        | 2 P. |
| Dritter | Jaroslaw Popowytsch | 1 P. |

Côte de Pamiers, Kategorie 4 (136 km)
| Erster  | Jaroslaw Popowytsch | 3 P. |
| Zweiter | Christophe Le Mével | 2 P. |
| Dritter | Alessandro Ballan   | 1 P. |

- Siehe auch: Fahrerfeld